# Dysphania paupera
Dysphania paupera är en fjärilsart som beskrevs av Thierry-mieg 1905. Dysphania paupera ingår i släktet Dysphania och familjen mätare. Inga underarter finns listade i Catalogue of Life.